# Cristina Tonetti
Cristina Tonetti née le 6 juillet 2002, à Besana in Brianza est une coureuse cycliste italienne.

## Biographie
Pour la saison 2022, Cristina Tonetti devient membre de l'équipe continentale UCI Top Girls Fassa Bortolo. Ses meilleurs résultats lors de sa première année sont une troisième place au Grand Prix de Chambéry et au classement général de la Vuelta a Formosa Femenina. En 2023, elle termine deuxième de la quatrième étape du Trofeo Ponente à Rosa ainsi que du Gran Premio della Liberazione PINK. Au Tour de l'Avenir Femmes, elle termine sixième de la deuxième étape. En septembre, elle participe à la course en ligne  aux championnats d'Europe espoirs (moins de 23 ans), mais abandonne. Au niveau national, elle devient championne d'Italie du contre-la-montre par équipes. 
En 2024, Tonetti quitte Top Girls Fassa Bortolo pour rejoindre l'équipe espagnole Laboral Kutxa-Fundación Euskadi. Avec cette équipe, elle participe aux trois grands tours en 2024. Lors du Tour de France en août, elle remporte le seul grand prix de la montagne sur la première étape et s'empare donc du maillot à pois, qu'elle conserve pendant trois jours.

## Palmarès sur route

### Par années
- 2022
  - 3e du Grand Prix de Chambéry
  - 3e de la Vuelta a Formosa Femenina
- 2023
  -  Championne d'Italie du contre-la-montre par équipes
  - 2e du Gran Premio della Liberazione PINK
- 2025
  - Grand Prix Yvonne Reynders
  - 3e de l'Egmont Cycling Race

### Résultats sur les grands tours

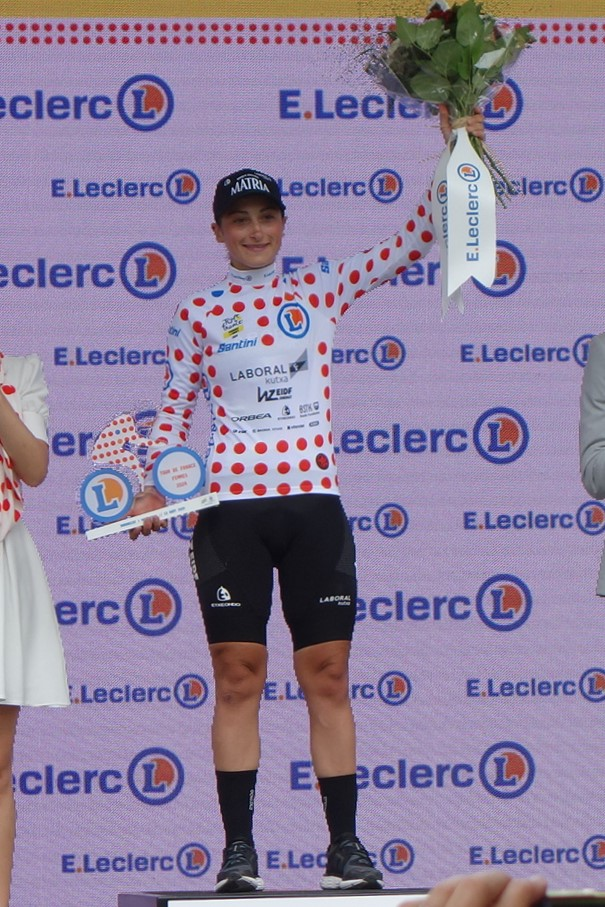
Cristina Tonetti sur le podium avec le maillot à pois après la 2e étape du Tour de France Femmes 2024.

#### Tour de France
1 participation
- 2024 : 100e

#### Tour d'Italie
3 participations
- 2022 : 47e
- 2023 : 103e
- 2024 : 84e

#### Tour d'Espagne
1 participation
- 2024 : 88e

### Classements mondiaux
| Année                                 | 2022 | 2023 | 2024 |
| ------------------------------------- | ---- | ---- | ---- |
| Classement UCI                        | 306e | 228e | 612e |
| UCI World Tour                        | nc   | nc   | 202e |
|                                       |      |      |      |
| Légende : nc = non classéSource : UCI |      |      |      |